# 心跳午夜
《心跳午夜》（日语：ときめきミッドナイト），是池野戀創作的少女漫畫。同作者的漫画《心跳今夜》第1部（蘭世編）的重制版。2002年至2009年於集英社的《Cookie》的增刊漫畫雜誌《Cookie BOX》上連載。單行本全9卷。

## 劇情簡介
江塔蘭世是非常普通的女子高中生。最近開始交往的亞論這個男朋友，秘密尋求著命運的相遇。
有一天蘭世的班上出現了不可思議的轉校生真柴俊。為何是在意那樣的他的事的蘭世……。其實俊是魔界的王子，亞論是雙胞胎兄弟。魔界王室的雙胞胎被認為是不吉利，出生不久便馬上在二人的其中「加護之力」的多少弱的亞論被遺棄在人界。

## 和前作的差異
在重制的設定上大的差異是以下的大街。
- 蘭世和她的家人變成人類。因此失去了前作初期的「由於蘭世的變身的亂跳亂鬧喜劇」的要素。
- 蘭世、俊、鈴世、瑤子的頭髮顏色交換。（前作是深色系的人物是淺色系）
- 基於「不吉利的雙胞胎王子」的傳說俊和亞論的作用交換（順便「心跳今夜」第一部中盤，也有蘭世想像的「如果俊和亞倫的立場相反」場面）。
- 有關冥界的設定很大地不同，沒進行前作的故事「冥界人對魔界（包含以外的世界）的侵略」。變成通過人類·魔界人·冥界人進行合作解決事件的故事。
- 人界與魔界往返的方法，通過前作從江藤家的地下室門，本作品用像「矛」一樣的東西刺空間往返。
- 其他加進新的要素所說的很多魔界人難對付手機的鈴聲。

## 登場角色
江塔 蘭世（人類）
原造型是江藤蘭世。
真柴 俊／俊·路克·渥廉瑟（魔界人）
原造型是真壁俊。前作是「在人界的魔界王子」。嘴巴很壞地粗魯，不過是有害羞不言的和善這樣的男性。在這個作品失去魔力的時候，頭髮的顏色從湖水藍色變成黑色。
間壁 亞論（魔界人）
原造型是亞倫·路克·瓦倫沙。魔界的王子這個設定沒變，不過前作「在魔界裡留下的魔界王子」（後繼承王位）。
山度·路（魔界人）
原造型是王室的親信山度。
達克·卡爾拉斯（魔界人）
羅汀卿的獨身時代跟魔獸的莎麗艾拉之間所生。俊·亞論的堂兄。原造型是達克·卡爾羅。
凱恩·阿拉修·羅汀（魔界人）
羅汀卿和正妻之間所生的孩子。原造型是筒井圭吾。
葛魯修·華倫（魔界人）
1000年前的魔獸族族長。原創角色。
娜蜜兒·華倫（魔界人）
葛魯修的戀人，是王室專屬的醫療隊一員。跟葛魯修的婚禮當日被攻進村莊的士兵殺死。原造型是市橋成美。
約翰·卡雷爾·渥廉瑟（魔界人）
1,000年前的魔界王子，亞雷王子的雙胞胎兄弟。在人界封印了葛魯修以後，自己也封印進入亞雷王子的體內，和亞雷王子一生在一起。原造型是約翰·卡爾羅·瓦倫沙。
江塔 望里 / 椎羅（人類）
望里是不暢銷的小說家，椎羅是支撐一家的職業婦女。原造型是江藤望里&椎羅。前作是吸血鬼和狼女。
江塔 鈴世（人類）
蘭世的弟弟。原造型是江藤鈴世。前作是優等生的狼男，本作是喜歡遊戲的普通男孩子。
神矢瑤子（人類）
蘭世的朋友。父親是原職業摔交手。原造型是神谷曜子。前作是吵鬧的性格，被捲進事件，被變成狗活躍著。
安德魯夫·葛雷佛·休奈瑟（魔界人）
魔界之王。原造型是魔界的大王魯道夫·安巴雷·瓦倫沙。
菲麗兒·艾爾維娜（魔界人）
俊的未婚妻。原造型是亞倫的妻子菲拉·多路·瓦倫沙。
日比野克（魔界人）
原造型是聖波里亞學園高等部拳擊成員日野克。
塔妮雅·拉西爾·法里斯（魔界人）
原造型是魔界的王妃、俊的亞倫的母親黛娜·菲利亞·瓦倫沙（真壁華枝）。
尤麗艾兒·卡雲（冥界人）
冥界的女王。為了解救冥界的危機的犧牲，領走魔界的王子（俊）。過去以前失去重要的人。原造型是姿容端麗的學生會會長河合由里繪。
梅維娜·塔古（姊）/梅杜沙·塔古（弟）
原造型是東方魔女美維斯。前作是一人魔女，不過本作品是以男女的雙胞胎登場。
莎麗艾拉（魔界人）
魔獸族的女性羅汀卿的前戀人。因身分的差異不能結婚。跟羅汀卿之間誕生達克後自殺。原造型是夢魔的莎梨。
吉爾（魔界人）
吟遊詩人。原造型是死神的喬治。
羅汀卿（魔界人）
魔界之王、安德魯夫·葛雷佛·休奈瑟的弟弟、達克和凱恩的父親。
席拉（魔界人）

蒂兒（魔界人）
席拉的妹。
緒方亮二（人類）

田畑權三 / 佐根·塔巴斯（冥界人）

瑪麗安 / 田畑真理子（冥界人）

路斯奧（冥界人）

路斯奧的父親（冥界人）

## 出版書籍
| 卷數 | 集英社         | 集英社                 | 長鴻出版社     | 長鴻出版社         |
| 卷數 | 發售日期       | ISBN                   | 發售日期       | EAN                |
| ---- | -------------- | ---------------------- | -------------- | ------------------ |
| 1    | 2002年12月11日 | ISBN 4-08-856429-4     | 2008年12月31日 | EAN 471280582831-9 |
| 2    | 2003年9月12日  | ISBN 4-08-856494-4     | 2009年1月12日  | EAN 471280582908-8 |
| 3    | 2004年4月15日  | ISBN 4-08-856533-9     | 2009年2月9日   | EAN 471155244048-5 |
| 4    | 2005年5月13日  | ISBN 4-08-856615-7     | 2009年3月19日  | EAN 471155244169-7 |
| 5    | 2005年10月14日 | ISBN 4-08-856647-5     | 2009年9月17日  | EAN 471155244583-1 |
| 6    | 2006年9月15日  | ISBN 4-08-856708-0     | 2010年5月13日  | EAN 471155244899-3 |
| 7    | 2007年10月15日 | ISBN 978-4-08-856782-2 | 2010年9月9日   | EAN 471346935481-7 |
| 8    | 2008年7月15日  | ISBN 978-4-08-856831-7 | 2010年10月14日 | EAN 471346935507-4 |
| 9    | 2009年8月12日  | ISBN 978-4-08-867009-6 | 2011年10月4日  | EAN 471681419400-7 |

文庫版
| 卷數 | 集英社         | 集英社                 |
| 卷數 | 發售日期       | ISBN                   |
| ---- | -------------- | ---------------------- |
| 1    | 2011年11月15日 | ISBN 978-4-08-619294-1 |
| 2    | 2011年11月15日 | ISBN 978-4-08-619295-8 |
| 3    | 2011年12月16日 | ISBN 978-4-08-619296-5 |
| 4    | 2012年1月18日  | ISBN 978-4-08-619297-2 |
| 5    | 2012年2月17日  | ISBN 978-4-08-619298-9 |
| 6    | 2012年3月16日  | ISBN 978-4-08-619299-6 |

## 外部連結
- 心跳午夜 - 集英社的作品介紹頁。